# Bera (graaf van Barcelona)
Berà, van Visigotische afkomst, was de eerste graaf van Barcelona. Hij heerste over dit graafschap van 801 tot 820. Hij was eveneens graaf van Gerona, Besalú (812-817-820) en graaf van Razès en Conflent (790-820).

## Afkomst
De genealogieën beschouwen hem als een zoon van Willem met de Hoorn, graaf van Toulouse (een neef van Karel de Grote) en de Gotische dame Cunegonde, diens eerste echtgenote. Eigenlijk komt de enige contemporaine informatie die we hieromtrent hebben uit een charter van de abdij van Alet waarin graaf Berà zijn overleden vader Willem vermeldt, gedateerd rond het jaar 813. Dom Vaissette, auteur van het werk Histoire générale de Languedoc, heeft getracht te bepalen wie deze Willem juist was en identificeerde hem als Willem met de Hoorn, die moet zijn gestorven tussen 812 en 815. Wel is er veel kans dat hij twee heren met de naam Berà met elkaar heeft verward: de ene was graaf van Razès van onbekende komaf en zoon van een Willem, de andere was graaf van Barcelona en van Gotische afkomst. Bijkomend negatief punt is dat de lijst van kinderen van Willem met de Hoorn goed gekend is door de stichtingsaktes van de abdij van Saint-Guilhem-le-Désert en uit de Manuel de Dhuoda en dat in geen enkele hiervan Berà voorkomt. In feite staat de onomastiek niet toe een lijn te trekken tussen de familie van de twee Berà's en die van Willem met de Hoorn.

## De verovering van Barcelona

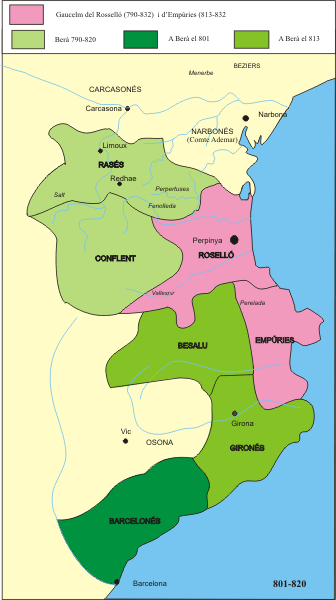
Domeinen van Berà en Gaucelme van Roussillon.

Sinds 796, werd Barcelona bestuurd door Sa'dun al-Ruayni, die zich verzette tegen de emir van Córdoba. In april 797 kwam hij naar Aken en bood aan Karel de Grote aan om de stad aan hem te onderwerpen in ruil voor het behoud van zijn macht en hulp in zijn strijd tegen Córdoba. Karel de Grote riep een vergadering bijeen te Toulouse in de lente van 800; hij besloot er over te gaan tot het uitsturen naar Barcelona van zijn zoon Lodewijk de Vrome; een leger onder het bevel van meerdere edelen, waaronder graaf Rostan van Gerona, Adhemar van Narbonne, Leibulf van Provence en Willem van Toulouse, trokken naar deze regio in de hoofd de stad te onderwerpen en de controle over te nemen, maar Sa'dun brak zijn belofte en weigerde de stad terug te geven; de Franken zagen zich hierdoor verplicht de stad te belegeren. Het werd een lang beleg, vermoedelijk begonnen in de herfst van 800. Sa'dun trachtte te ontsnappen naar Córdoba om daar om hulp te vragen maar werd gevangen genomen. Harun nam zijn plaats in. De bevolking leed onder de honger en de ontberingen van het beleg en de christelijke Gothen besloten uiteindelijk Harun uit te leveren en de stad terug te geven, vermoedelijk op zaterdag 3 april 801; Lodewijk de Vrome trok de volgende dag Barcelona binnen. Korte tijd daarna werd Berà, die samen met zijn vader had deelgenomen aan de verovering, aangesteld als graaf van Barcelona, alsook de titel van markgraaf met de opdracht dit grensgebied te besturen en te verdedigen.

## De expedities naar Tortosa
Men denkt dat Berà de leiding nam over een partijdige stroming voor vrede met de moslims, een stroming die vooral een grote aanhang kende onder de invloedrijke Goten van Barcelona. Zonder twijfel was hij verplicht deel te nemen aan de expeditie die de Franken ondernemen naar het zuiden teneinde de grenzen in te stellen van het graafschap aan de Ebro, die dan een natuurlijke verdedigingsgrens zou vormen. Deze expedities, waarvan de chronologie twijfelachtig is, hadden mogelijk plaats in 804, 808 en 809.

### Eerste expeditie
De eerste expeditie werd aangevoerd door Lodewijk de Vrome (die toentertijd over Aquitanië heerste). Ze kwam aan in Tarragona waar te Santa Coloma het leger zich in tweeën opsplitste. Het ene deel, aangevoerd onder Lodewijk de Vrome, werd naar Tortosa geleid. Het andere, onder leiding van, graaf van Barcelona, Borrell, graaf van Osona, en Adhemar van Narbonne, dekten de westelijke flank van de andere groep en zouden Tortosa vanuit het zuiden aanvallen. De troepen van Berà staken de Ebro over, nabij de samenloop met de Cinca, maar aankomend in Vila Rubea, verplichtten de aanvallen van de muzelmannen hen zich terug te trekken naar Vallis Ibana (misschien Vallibona), nabij Morella. Daar trof hij Lodewijk aan en, gedurende acht dagen, bestormden hij Tortosa zonder enig resultaat te ressorteren, en beiden keerden onverrichter zake terug naar het noorden.

### Tweede expeditie
De tweede expeditie waaraan Berà deelnam, vond plaats in 808. Karel de Grote zond zijn legaat Ingobert naar Toulouse zodat zijn zoon Lodewijk de Vrome, die in Aquitanië resideerde, hem aan het hoofd zou plaatsen van een expeditie naar het zuiden van Barcelona. Ingobert gebruikte dezelfde tactiek als in 804: hij verdeelde het leger in twee. De groep die hij aanvoerde, trok op tegen Tortosa, terwijl de andere, aangevoerd door Berà, een omtrekkende beweging maakte en vanuit het zuiden zou aanvallen. Volgens L'Astronome (een Franse anoniem uit de 9e eeuw en officiële kroniekschrijver van het Frankenrijk) in zijn Vita Hludowici imperatoris, staken de strijdmachten van Berà en Adhemar van Narbonne de stroom over met bootjes die ze hadden hiervoor hadden voorzien, terwijl de paarden al zwemmend overstaken. Hun uitwerpselen werden echter meegevoerd door de stroom en opgemerkt door de inwoners van Tortosa. De wali van deze stad viel daarop Berà en Adhemar aan, die erin slaagden te ontsnappen zonder al te grote verliezen onder hun rangen. De twee Les deux voegden zich terug bij de groep van Ingobert en trokken zich terug uit het gebied.

### Derde expeditie
De derde expeditie vond het jaar daarop (809) plaats. Lodewijk de Vrome nam opnieuw het bevel over hetzelfde leger, vergezeld door verschillende Frankische grondbezitters (Isembard, Heribert, Luitard…) en lokale strijdkrachten. De belegeringswerktuigen werden naar Tortosa gesleept en, gedurende 40 dagen, belegerde men de stad, een beleg dat men moest opgeven toen een leger van Cordoba aankwam onder aanvoering van Abd al-Rahman II, zoon van emir Al-Hakam I, die mogelijk (aldus de historicus Al Maqqari) de Franken op de vlucht kon jagen. L'Astronome vermijdt echter het woord aftocht te gebruiken en stelt dat de muzelmannen van Tortosa, wanhopig geworden door het beleg, de sleutels van de stad aan Lodewijk de Vrome aanboden, die verklaarde hiermee vrede te nemen en het beleg opbrak, hetgeen echter zeer onwaarschijnlijk lijkt.

## De eerste wapenstilstand
Na deze derde mislukte expeditie, vonden de pacifistische voorstellen van Berà nu weerklank aan het hof. Uiteindelijk zou Karel de Grote in 812 een driejarige wapenstilstand met de moren accepteren. 
Bij het overlijden van zijn vader in 812 kwamen de graafschappen van Razès en Conflent, dewelke hij tot dan toe reeds in naam van zijn vader had bestuurd, toe aan Berà. Datzelfde jaar begaf Berà zich naar het hof in Keulen met de graven Gaucelme van Roussillon, Odiló van Gerona en Besalú, Giscafred van Carcassonne, Ermenguer van Empúrias, Adhémar van Narbonne, Leibulf van Provence et Erlín van Béziers. Ze moesten rekenschap afleggen bij de keizer omdat een groep van Spaanse grondbezitters (dat wil zeggen, lokale edelen van de oude provincies Septimanië en Gothia of de Spaanse Mark) een aanklacht hadden ingediend tegen hen. Deze grondbezitters bekloegen zich dat ze hen op hun gronden onrechtvaardige tributen en lasten oplegden. Karel de Grote gaf de klagers gelijk.

## De tweede wapenstilstand
In 815, toen de wapenstilstand afliep, werd de oorlog tegen de muzelmannen hernomen. Op het bevel van Ubayd Allah, oom van de emir Al-Hakam I, vielen de muzelmannen Barcelona aan, maar op het moment dat ze de stad wilden bestormen, verscheen er een leger, vermoedelijk gerekruteerd onder de Goten van het land, voor de stad en dwong de aanvallers zich terug te trekken. Deze overwinning deed het prestige van Berà toenemen, wiens relaties met de lokale Gotische adel steeds beter werden. In november 816 trok de wali van Saragossa naar Keulen en onderhandelde er over een nieuwe wapenstilstand die, uiteindelijk, werd goedgekeurd in februari 817, voor een nieuwe periode van drie jaar. Tijdens deze wapenstilstand kende de Frankische politiek op het Iberische schiereiland enkele zware tegenslagen in Pamplona. Deze stad werd tot in 817 gedomineerd door de nationalistische Baskische partij gelieerd aan de islamitische Banu Qasi van de Ebrovallei en Aragon waar García Galíndez, bijgenaam de Slechte, omstreeks 820, graaf Aznar I Galíndez, een Frankische vazal, dwong te vluchten en een bondgenootschap sloot met Pamplona. Deze tegenslagen werden uitgebuit door de politieke en persoonlijke vijanden van Berà (zonder twijfel een verdediger van de wapenstilstand) om hem ervan te beschuldigen verantwoordelijk te zijn voor deze tegenslagen en de wapenstilstand beschouwend als tegengesteld aan de nationale belangen van het Frankenrijk. Deze oorlogszuchtige partij werd geleid door twee broers, graaf Gaucelme van Roussillon en graaf Bernhard van Septimanië, beiden zonder van Willem met de Hoorn.
Rond 817 (of 812 ?) stierf graaf Odiló van Gerona en Besalú en zijn graafschappen gingen over in de handen van Berà.

## Val van Berà
In februari 820 werd een algemene vergadering bijeengeroepen te Keulen, waarheen graaf Berà zich begaf. Gaucelme van Roussillon stuurde zijn luitenant Sanila, die de graaf van Barcelona beschuldigde van ontrouw en verraad. Het rechtsgeding werd, zoals dat in die periode gebruikelijk was, beslist door een gerechtelijk tweegevecht in het paleis zelf. Berà werd daarbij verslagen door Sanila. Het duel werd te paard uitgevochten met speer en lichte wapens. Het rechtsmiddel stond aan de wieg van de latere middeleeuwse toernooien. Het systeem was gebruikelijk bij de Gothen, maar bij de Franken volstrekt onbekend. Berà had de uitdaging weliswaar aanvaard (als hij beschouwd wilde worden als leider van de Gothen, had hij geen andere keus), maar hij was niet zo bekwaam als zijn rivaal. Zijn nederlaag betekende dat de aanklacht als juist werd aanvaard en leidde bijgevolg tot de doodstraf. Keizer Lodewijk de Vrome, die de graaf niet als een verrader beschouwde, zette de doodstraf om in een verbanning naar Rouen. Berà verbleef in deze stad tot aan zijn dood omstreeks 844.
Zijn domeinen werden verdeeld: Barcelona, Gerona, Osona en Besalú, werden toevertrouwd aan de Frank Rampon, die tot geen van de twee in het conflict betrokken partijen behoorde. Le Razès en Le Conflent bleven echter in handen van zijn zoon Argila.

## Referentie
- Dit artikel of een eerdere versie ervan is een (gedeeltelijke) vertaling van het artikel Berà op de Franstalige Wikipedia, dat onder de licentie Creative Commons Naamsvermelding/Gelijk delen valt. Zie de bewerkingsgeschiedenis aldaar.
- J.A. Sipra, Béra, comte de Barcelone et Razès et marquis de Gothie, in Bulletin Terre de Rhedae 12 (1998).